# Eredivisie (vrouwenhandbal) 1993/94
De Eredivisie is de hoogste afdeling van het Nederlandse handbal bij de dames op landelijk niveau. In het seizoen 1993/1994 werd Visa/Swift voor de vijftiende keer landskampioen door de Best of Three te winnen ten koste van Hellas. Tevens won Swift Roermond ook de nationale beker. Aalsmeer en VZV degradeerden maar de Eerste divisie.
Met ingang van het seizoen 1993/1994 werd door het Nederlands Handbal Verbond besloten om het aantal ploegen te terugdringen in de eredivisie van 12 naar 10. Tevens werd de competitieopzet veranderd met de introductie van een eindronde en een gewijzigde kampioens- en degradatiepoule.
Ook was er met ingang van dit seizoen géén sprake van directe degradatie, maar strijden de twee kampioenen van de eerste divisie A en eerste divisie B tegen de laatste vier uit de eredivisie om een plek in de eredivisie. Uiteindelijk ging dit niet door vanwege een financiële reorganisatie bij het NHV.

## Opzet
Eerst speelden de 10 ploegen een hele competitie in competitieverband.
- De bovenste zes ploegen van de reguliere competitie kwalificeerden zich voor de kampioenspoule en spelen een halve competitie, waarbij de punten uit de reguliere competitie worden meegenomen.
- De eerste vier van de kampioenspoule plaatsen zich voor de eindronde (halve competitie), waarbij de eerder behaalde punten niet meetellen. De plaatsing van deze laatste vier ploegen in de kampioenspoule bepaalt het aantal thuiswedstrijden. De nummer één speelt drie keer thuis, de nummer twee speelt twee keer thuis en de nummer drie speelt één keer thuis. De nummer vier speelt alleen uit. De bovenste twee na deze eindronde spelen de finale in de Best-of-three.
- In de Best-of-three wordt door middel van ten minste twee wedstrijden (met optioneel een derde wedstrijd) beslist wie kampioen van Nederland wordt.
- De vier laagst geklasseerde ploegen na de reguliere competitie spelen een degradatieronde (hele competitie), waarbij de eerder behaalde punten meetellen. De laatste twee uit deze competitie degraderen naar de eerste divisie.

## Teams
| Club                  | Plaats     | Provincie     | Trainer          | Hal              |
| --------------------- | ---------- | ------------- | ---------------- | ---------------- |
| Aalsmeer              | Aalsmeer   | Noord-Holland |                  | De Bloemhof      |
| Bollenstreek          | Voorhout   | Zuid-Holland  |                  |                  |
| Hellas                | Den Haag   | Zuid-Holland  |                  | Hellashal        |
| OSC                   | Amsterdam  | Noord-Holland |                  |                  |
| PSV                   | Eindhoven  | Noord-Brabant |                  |                  |
| Van der Voort/Quintus | Kwintsheul | Zuid-Holland  |                  | Van der Voorthal |
| Zeeman Vastgoed/SEW   | Nibbixwoud | Noord-Holland |                  |                  |
| Visa/Swift            | Roermond   | Limburg       | Gabrie Rietbroek | Jo Gerrishal     |
| ADB/V&L               | Geleen     | Limburg       | Wiel Mayntz      | Glanerbrook      |
| VZV                   | 't Veld    | Noord-Holland |                  |                  |

## Stand
| Pos | Club                  | Wed | Ptn | Opmerking                           |
| --- | --------------------- | --- | --- | ----------------------------------- |
| 1   | Visa/Swift            | 18  | 36  | Gekwalificeerd voor kampioenspoule  |
| 2   | Van der Voort/Quintus | 18  | 24  | Gekwalificeerd voor kampioenspoule  |
| 3   | Bollenstreek          | 18  | 24  | Gekwalificeerd voor kampioenspoule  |
| 4   | ADB/V&L               | 18  | 21  | Gekwalificeerd voor kampioenspoule  |
| 5   | Hellas                | 18  | 21  | Gekwalificeerd voor kampioenspoule  |
| 6   | PSV                   | 18  | 18  | Gekwalificeerd voor kampioenspoule  |
| 7   | Zeeman Vastgoed/SEW   | 18  | 14  | Gekwalificeerd voor degradatiepoule |
| 8   | OSC                   | 18  | 13  | Gekwalificeerd voor degradatiepoule |
| 9   | VZV                   | 18  | 10  | Gekwalificeerd voor degradatiepoule |
| 10  | Aalsmeer              | 18  | 0   | Gekwalificeerd voor degradatiepoule |

## Degradatiepoule
| Pos | Club                | Wed | Ptn | Opmerking                      |
| --- | ------------------- | --- | --- | ------------------------------ |
| 1   | Zeeman Vastgoed/SEW | 24  | 24  |                                |
| 2   | OSC                 | 24  | 22  |                                |
| 3   | VZV                 | 24  | 14  | Degradatie naar eerste divisie |
| 4   | Aalsmeer            | 24  | 2   | Degradatie naar eerste divisie |

Aalsmeer en VZV degradeerde naar de eerste divisie.

## Kampioenspoule
| Pos | Club                  | Wed | Ptn | Opmerking                     |
| --- | --------------------- | --- | --- | ----------------------------- |
| 1   | Visa/Swift            | 23  | 44  | Gekwalificeerd voor eindronde |
| 2   | Bollenstreek          | 23  | 32  | Gekwalificeerd voor eindronde |
| 3   | Van der Voort/Quintus | 23  | 30  | Gekwalificeerd voor eindronde |
| 4   | Hellas                | 23  | 25  | Gekwalificeerd voor eindronde |
| 5   | ADB/V&L               | 23  | 25  |                               |
| 6   | PSV                   | 23  | 16  |                               |

## Eindronde

### Stand
| Pos | Club                  | Wed | W | G | V | Ptn | DV | DT | +/− | Opmerking                         |
| --- | --------------------- | --- | - | - | - | --- | -- | -- | --- | --------------------------------- |
| 1   | Visa/Swift            | 3   | 3 | 0 | 0 | 6   | 76 | 58 | +18 | Gekwalificeerd voor Best of Three |
| 2   | Hellas                | 3   | 0 | 2 | 1 | 2   | 58 | 54 | −4  | Gekwalificeerd voor Best of Three |
| 3   | Bollenstreek          | 3   | 0 | 2 | 1 | 2   | 54 | 60 | −6  |                                   |
| 4   | Van der Voort/Quintus | 3   | 0 | 2 | 1 | 2   | 58 | 65 | −7  |                                   |

### Uitslagen
| Thuis \ Uit  | BOL   | HEL   | QUI   | SWI   |
| ------------ | ----- | ----- | ----- | ----- |
| Bollenstreek | 00–00 | 14–14 | 21–21 |       |
| Hellas       |       | 00–00 |       |       |
| Quintus      | 00–00 | 19–19 | 00–00 |       |
| Visa/Swift   | 26–19 | 25–21 | 25–18 | 00–00 |

## Best of Three
|  | Hellas | 21 - 26 | Visa/Swift | Hellashal, Den Haag |
|  |        |         |            | Hellashal, Den Haag |
|  |        |         |            | Hellashal, Den Haag |

|  | Visa/Swift | 24 - 16 | Hellas | Jo Gerritshal, Roermond |
|  |            |         |        | Jo Gerritshal, Roermond |
|  |            |         |        | Jo Gerritshal, Roermond |

Swift Roermond heeft 2 van de 3 wedstrijden gewonnen
|  | Hellas | 21 - 26 | Visa/Swift | Hellashal, Den Haag |
|  |        |         |            | Hellashal, Den Haag |
|  |        |         |            | Hellashal, Den Haag |